# Corrado Blasetti
Corrado Blasetti (L'Aquila, 5 giugno 1924 – 3 novembre 2011) è stato un fumettista italiano.

## Biografia
Per svolgere l'attività di insegnante si trasferì a Roma dove incominciò anche a scrivere libri per ragazzi e poi testi per la televisione. Per la rivista Il Giornalino ideò nel 1970 la serie Le strane historie di Bellocchio e Leccamuffo, disegnate da Giovanni Boselli che ebbe una lunga vita editoriale venendo pubblicata fino agli anni Duemila. altre serie da lui ideate e sceneggiate furono il Signor Beniamino (1972), King Arthur (1994), Quelli del West (1998), Aktar (1999).